# 龐氏無齒鯧
龐氏無齒鯧，為輻鰭魚綱鱸形目鯧亞目無齒鯧科的其中一種，分布於西大西洋，從加拿大至墨西哥灣北部、烏拉圭；東大西洋，從塞內加爾至安哥拉海域，棲息深度50－500公尺，體長可達30公分，主要生活在大陸坡泥底質海域，成群活動，屬肉食性，以甲殼類為主食，可做為食用魚。

## 擴展閱讀
維基物種上的相關：龐氏無齒鯧